# Isotopes du bore

tableau des isotopes du B-10

Le bore (B, numéro atomique 5) est un élément présent dans la nature sous la forme de deux isotopes stables, 10B et 11B, le second représentant 80 % du bore naturel. Il possède une masse atomique standard de 10,811(7) u. Douze radioisotopes du bore ont été découverts, avec un nombre de masse variant entre 6 et 19, tous avec une demi-vie courte, 8B ayant la durée de vie la plus longue avec une demi-vie de 770 ms. Les isotopes plus légers que 10B se désintègrent en hélium (via des isotopes du béryllium à vie courte pour 7B et 9B) alors que ceux plus lourds que 11B se désintègrent pour la plupart par désintégration β− en isotopes du carbone.

## Bore naturel
Le bore naturel est constitué des deux isotopes stables 10B et 11B, ce dernier étant majoritaire.
| Isotope | Abondance (pourcentage molaire) | Gamme de variations |
| ------- | ------------------------------- | ------------------- |
| 10B     | 19,9 (7) %                      | 18,929 – 20,386     |
| 11B     | 80,1 (7) %                      | 79,614–81,071       |

## Sections efficaces
La section efficace de capture du 10B est de 3 836 barns ; celle du 11B de 0,005 barn. Compte tenu de cet écart, dans les réacteurs on utilise quelquefois du bore enrichi en 10B.

## Utilisations
Un des moyens de mesurer rétrospectivement l'acidité (pH) des paléo-océans, notamment du Permien (ère géologique qui s'est terminée au Permien-Trias par la plus grande extinction de masse connue pour la planète Terre) était d'étudier les rapports des isotopes du calcium au sein d'échantillons de roches anciennes formées à partir de sédiments océaniques de la fin du Permien.
Une méthode plus précise a été ensuite proposée et développée, basée cette fois sur les rapports des isotopes du bore dans les roches du Permien (échantillonnées pour la circonstance aux Émirats arabes unis). Le bore existe en effet sous deux formes dans l'eau de mer, avec des proportions d'une forme par rapport à l'autre qui sont déterminées par le degré d'acidité de l'océan. L'étude basée sur cette méthode de mesure, publiée en 2015 dans la revue Science a conclu qu'il n'y a eu que de faibles changements de pH durant la première phase de l'extinction du Permien (laquelle a duré 50000 ans environ) mais qu'au contraire, la seconde phase d'extinction correspond à une phase de forte et rapide acidification des océans (baisse de pH d'environ 0,7 unité en 10 000 ans, sans doute en raison d'une très forte émission de CO2 par les volcans sibériens selon Clarkson. D'autres études doivent encore confirmer que cette acidification a eu lieu dans toutes les mers.

## Table des isotopes
| Symbole de l'isotope | Z (p) | N (n) | Masse isotopique (u) | Demi-vie                        | Mode(s) de désintégration | Isotope(s)-fils | Spin nucléaire |
| -------------------- | ----- | ----- | -------------------- | ------------------------------- | ------------------------- | --------------- | -------------- |
| 6B                   | 5     | 1     | 6,04681(75)#         |                                 |                           |                 |                |
| 7B                   | 5     | 2     | 7,02992(8)           | 350(50)×10−24 s [1,4(2) MeV]    | p                         | 6Be             | (3/2−)         |
| 8B                   | 5     | 3     | 8,0246072(11)        | 770(3) ms                       | β+, fission               | 2 (4He)         | 2+             |
| 9B                   | 5     | 4     | 9,0133288(11)        | 800(300)×10−21 s [0,54(21) keV] | p                         | 8Be             | 3/2−           |
| 10B                  | 5     | 5     | 10,0129370(4)        | Stable                          | Stable                    | Stable          | 3+             |
| 11B                  | 5     | 6     | 11,0093054(4)        | Stable                          | Stable                    | Stable          | 3/2−           |
| 12B                  | 5     | 7     | 12,0143521(15)       | 20,20(2) ms                     | β− (98,4 %)               | 12C             | 1+             |
| 12B                  | 5     | 7     | 12,0143521(15)       | 20,20(2) ms                     | β−, α (1,6 %)             | 8Be             | 1+             |
| 13B                  | 5     | 8     | 13,0177802(12)       | 17,33(17) ms                    | β− (99,72 %)              | 13C             | 3/2−           |
| 13B                  | 5     | 8     | 13,0177802(12)       | 17,33(17) ms                    | β−, n (0,279 %)           | 12C             | 3/2−           |
| 14B                  | 5     | 9     | 14,025404(23)        | 12,5(5) ms                      | β− (93,96 %)              | 14C             | 2−             |
| 14B                  | 5     | 9     | 14,025404(23)        | 12,5(5) ms                      | β−, n (6,04 %)            | 13C             | 2−             |
| 15B                  | 5     | 10    | 15,031103(24)        | 9,87(7) ms                      | β−, n (93,6 %)            | 14C             | 3/2−           |
| 15B                  | 5     | 10    | 15,031103(24)        | 9,87(7) ms                      | β− (6,0 %)                | 15C             | 3/2−           |
| 15B                  | 5     | 10    | 15,031103(24)        | 9,87(7) ms                      | β−, 2n (0,40 %)           | 13C             | 3/2−           |
| 16B                  | 5     | 11    | 16,03981(6)          | <190×10−12 s [<0,1 MeV]         | n                         | 15B             | 0−             |
| 17B                  | 5     | 12    | 17,04699(18)         | 5,08(5) ms                      | β−, n (63,0 %)            | 16C             | (3/2−)         |
| 17B                  | 5     | 12    | 17,04699(18)         | 5,08(5) ms                      | β− (22,1 %)               | 17C             | (3/2−)         |
| 17B                  | 5     | 12    | 17,04699(18)         | 5,08(5) ms                      | β−, 2n (11,0 %)           | 15C             | (3/2−)         |
| 17B                  | 5     | 12    | 17,04699(18)         | 5,08(5) ms                      | β−, 3n (3,5 %)            | 14C             | (3/2−)         |
| 17B                  | 5     | 12    | 17,04699(18)         | 5,08(5) ms                      | β−, 4n (0,40 %)           | 13C             | (3/2−)         |
| 18B                  | 5     | 13    | 18,05617(86)#        | <26 ns                          | n                         | 17B             | (4−)#          |
| 19B                  | 5     | 14    | 19,06373(43)#        | 2,92(13) ms                     | β−                        | 19C             | (3/2−)#        |

1. ↑  Isotopes stables en gras.
2. ↑  Se désintègre immédiatement par double émission de proton en 4He ; donnant la réaction globale : 7B → 4He + 3 1H
3. ↑  Possède un noyau à halo à 1 proton.
4. ↑  Se désintègre immédiatement en deux particules α ; donnant la réaction globale : 9B → 2 4He + 1H
5. ↑  L'un des cinq atomes stables ayant un nombre impair de protons et neutrons avec le deutérium, le lithium 6, l'azote 14 et le tantale 180m.
6. ↑  Se désintègre immédiatement en deux particules α ; donnant la réaction globale : 12B → 3 4He + e−
7. 1 2  Possède un noyau à halo à 2 neutrons.

### Remarques
- La précision de l'abondance isotopique et de la masse atomique est limitée par des variations. Les échelles de variations données sont normalement valables pour tout matériel terrestre normal.
- Les valeurs marquées # ne sont pas purement dérivées des données expérimentales, mais aussi au moins en partie à partir des tendances systématiques. Les spins avec des arguments d'affectation faibles sont entre parenthèses.
- Les incertitudes sont données de façon concise entre parenthèses après la décimale correspondante. Les valeurs d'incertitude dénotent un écart-type, à l'exception de la composition isotopique et de la masse atomique standard de l'IUPAC qui utilisent incertitudes élargies[4].